# 元玄
元 玄（げん げん、生没年不詳）は、北魏・西魏の皇族。陳郡王。字は彦道。

## 経歴
元昭の子として生まれた。節倹で名を知られた。北魏の孝荘帝のとき、洛陽県令となった。531年（普泰元年）、節閔帝が即位すると、元玄は孝荘帝を葬るよう上表した。後に尚書左丞に任じられた。孝武帝が即位すると、高歓の腹心の部下である孫騰が尚書左僕射となったが、元玄は孫騰を法に基づいて弾劾した。孝武帝にその剛直ぶりを賞賛され、臨淄県子に封じられた。534年（永熙3年）、孝武帝に従って入関し、陳郡王に封じられた。儀同三司の位を受け、開府を加えられた。後に死去すると、諡を平といった。

## 伝記資料
- 『魏書』巻15 列伝第3
- 『北史』巻15 列伝第3